# ニコニ立体
ニコニ立体（ニコニりったい）とは、ドワンゴが提供する3DCG投稿共有サービスである。2014年5月2日よりサービスを開始した。

## 概要
ニコニコ動画の関連サービスの一つ。3DCGの静止画に加え、MikuMikuDance（MMD）用モデルなどの3DCGデータを直接投稿し、ユーザーがウェブ上でモデルを回転させながら鑑賞する事が可能（Unity Web Playerと対応ブラウザが必要）。モデルデータなどのダウンロードファイルも添付可能。
動画・静画投稿作品とのコンテンツツリーやクリエイター奨励プログラムにも対応している。
性的・グロテスクな表現は禁止されており、ブラウザ上で見えなくともデータやテクスチャにそうした要素が含まれている時点で削除対象となる。

## 対応形式

### 静止画
- 完成画像
- W.I.P.画像（Works in Progress：製作中）

JPEG形式・PNG形式画像。W.I.P.はキャプション追加可能

### モデル
- Unityモデル

unity3d形式（音楽や動画を含むファイルは投稿不可）
- ランタイムモデル

obj形式・mqo形式
- MMDモデル

pmd形式・pmx形式
- MMDモーション

vmd形式。再生モデルは既に投稿されているMMDモデルデータを指定可能